# NGC 189
NGC 189 ist ein offener Sternhaufen im Sternbild Kassiopeia, welcher etwa 3500 Lichtjahre von der Erde entfernt ist.

## Entdeckung
Ursprünglich wurde NGC 189 von Caroline Herschel am 27. September 1783 entdeckt. Die Entdeckung wurde jedoch nicht notiert und geriet in Vergessenheit. Am 27. Oktober 1829 wurde NGC 189 von dem britischen Astronomen John Frederick William Herschel wiederentdeckt.